# Llanelli
Llanelli (IPA: [ɬaˈnɛɬi]) è una città del Regno Unito nella contea gallese del Carmarthenshire.
Si trova in prossimità dell'estuario del fiume Loughor, a circa 16 km di distanza da Swansea e circa 19 km dal capoluogo di contea Carmarthen.
La città è circondata da piccoli villaggi e comunità che compongono il distretto rurale di Llanelli.
Llanelli è gemellata dal 1989 con il comune francese di Agen.

## Storia
In gallese Llanelli significa Chiesa di sant'Elli; il nome della città deriva, infatti, dal villaggio sorto a seguito dell'edificazione della chiesa intitolata a tale santo.
Il primo censimento della popolazione fu compiuto nel 1801 e attestò la presenza di 2 972 abitanti.
Lo sviluppo della cittadina avvenne tra il XVIII e il XIX secolo grazie allo sfruttamento delle miniere di carbone della zona e alla nascita di industrie specializzate nella lavorazione dello stagno (produzione della latta) e dell'acciaio.

## Sport

### Rugby a 15
La città ha una solida tradizione rugbistica: il Llanelli R.F.C., fondato nel 1872, è uno dei più noti e antichi club del mondo e vanta, tra i successi della sua storia secolare, la vittoria contro le nazionali di Australia e Nuova Zelanda nel corso dei loro rispettivi tour in Regno Unito.
Dopo il professionismo è nata una formazione rugbistica che rappresenta l'area di Llanelli e del Carmartenshire, gli Scarlets, che militano nel torneo professionistico Pro14.
Entrambe le squadre giocano al Parc y Scarlets, moderno impianto che ha preso il posto dello storico Stradey Park, chiuso nel 2008 e demolito nel 2010.

### Calcio
Nel calcio la città è rappresentata dal Llanelli Town, società sorta nel 2013 sulle ceneri del Llanelli.
La squadra milita nella Division One, la seconda serie del campionato gallese di calcio, e disputa i suoi incontri interni allo Stebonheath Park.